# علي باباجان
علي باباجان (بالتركية: Ali Babacan)‏ (9 أكتوبر 1967 - )، وزير الاقتصاد التركي السابق. قبل أن يتولى وزارة الاقتصاد كان وزيراً للخارجية وذلك من 29 أغسطس 2007 وذلك بعد إعادة انتخاب رجب طيب أردوغان رئيساً للوزراء وظل وزيراً للخارجية حتى 1 مايو 2009، كما إنه كان المفاوض في ملف انضمام تركيا للاتحاد الأوروبي. وقبلها كان وزيراً للشؤون الاقتصادية وذلك منذ تسلم حزب العدالة والتنمية للحكم في نوفمبر 2002.

## تعليمه
تخرج من كلية تيد في أنقرة عام 1985، درس في جامعة الشرق الأوسط التقنية في أنقرة 1989 وحصل على البكالوريوس في الهندسة الصناعية، ذهب إلى الولايات المتحدة بمنحة من مؤسسة فولبرايت لإكمال دراسته، وفي عام 1992 حصل على درجة الماجستير في إدارة الأعمال من معهد كيلوغ للإدارة في جامعة نورث في ولاية إلينوي.

## حياته السياسية
دخل السياسة في عام 2002 بوصفه أحد مؤسسي حزب العدالة والتنمية وعضو مجلس الإدارة فيه، ثم انتخب عضوا في مجلس النواب عن مدينة أنقرة في 3 نوفمبر 2002 ، و عين وزيراً للشؤون الاقتصادية في 18 نوفمبر 2002 ، وكان أصغر عضو في مجلس الوزراء وعمره 35 سنة.
وساهم في إصلاح الوضع الاقتصادي في تركيا محققاً الانتعاش الاقتصادي بعد سنتين من مباشرة عمله بعد سنوات من الأزمات الاقتصادية التي عانتها الدولة، وحاول دائماً الابتعاد عن الساحة السياسية والتركيز على الإصلاح الاقتصادي. وفي 24 مايو 2005 أعلن رجب طيب أردوغان تعيينه في منصب كبير المفاوضين في محادثات انضمام تركيا للاتحاد الأوروبي. كما حضر العديد من الاجتماعات الدولية بما فيها منتدى دافوس في سويسرا.
أنسحب من الحياة السياسية أثر خلافه مع قيادة حزب العدالة والتنمية والرئيس رجب طيب أردوغان حول التعديلات الدستورية لتحويل النظام البرلماني  إلى نظام رئاسي وتم قبول أستقالته من قيادة حزب العدالة والتنمية في الثامن من يوليو 2019 

## حزب الديمقراطية والتقدم ((ديفا))
أعلن السيد علي باباجان تأسيس حزب الديمقراطية والتقدم (ديفا) في التاسع من مارس/أذار 2020 رفقة عدد من أعضاء حزب العدالة والتنمية السابقيين منهم وزير العدل السابق سعد الله أرغين ووزير العلوم والصناعة التركي السابق نهاد إرغون 
وأنتخب السيد علي باباجان رئيساً للحزب بالأجماع وذلك في المؤتمر التأسيسي للحزب الجديد.
وتعهد السيد علي باباجان أن أحدى أهداف حزبه الجديد الوصول إلى السلطة والعودة بالحياة السياسية إلى  النظام البرلماني  وحل المشكلة الكردية ومشكلة اللأجئين وفي الجانب الاقتصادي يعتنق الحزب الليبرالية الاقتصادية واقتصاد السوق .
وفي 13 فبراير / شباط 2022 أنضم السيد علي باباجان بأسم حزبه إلى تحالف  الطاولة السداسية وهو تحالف معارض لحزب العدالة والتنمية ويتكون من ستة أحزاب تركية تهدف إلى الوصول إلى السلطة في أنتخابات الرئاسة التركية في 14 مايو / أيار 2023

## الحياة الشخصية
السيد علي باباجان متزوج من السيدة أولكو زينپ باباجان (يورتر) في 1995. ولديهما ثلاث أبناء (كرم وديلارا وأمير)

## روابط خارجية
- علي باباجان على موقع IMDb (الإنجليزية)
- علي باباجان على موقع مونزينجر (الألمانية)